# Coppa del Mondo maschile di pallavolo
La Coppa del Mondo è una competizione pallavolistica per squadre nazionali maschili, organizzata con cadenza quadriennale dalla FIVB.

## Edizioni
| Edizione      | Edizione      | Podio            | Podio            | Podio               |
| Anno          | Organizzatore | Campione         | Seconda          | Terza               |
| ------------- | ------------- | ---------------- | ---------------- | ------------------- |
| 1965 Dettagli | Polonia       | Unione Sovietica | Polonia          | Cecoslovacchia      |
| 1969 Dettagli | Germania Est  | Germania Est     | Giappone         | Unione Sovietica    |
| 1977 Dettagli | Giappone      | Unione Sovietica | Giappone         | Cuba                |
| 1981 Dettagli | Giappone      | Unione Sovietica | Cuba             | Brasile             |
| 1985 Dettagli | Giappone      | Stati Uniti      | Unione Sovietica | Cecoslovacchia      |
| 1989 Dettagli | Giappone      | Cuba             | Italia           | Unione Sovietica    |
| 1991 Dettagli | Giappone      | Unione Sovietica | Cuba             | Stati Uniti         |
| 1995 Dettagli | Giappone      | Italia           | Paesi Bassi      | Brasile             |
| 1999 Dettagli | Giappone      | Russia           | Cuba             | Italia              |
| 2003 Dettagli | Giappone      | Brasile          | Italia           | Serbia e Montenegro |
| 2007 Dettagli | Giappone      | Brasile          | Russia           | Bulgaria            |
| 2011 Dettagli | Giappone      | Russia           | Polonia          | Brasile             |
| 2015 Dettagli | Giappone      | Stati Uniti      | Italia           | Polonia             |
| 2019 Dettagli | Giappone      | Brasile          | Polonia          | Stati Uniti         |
| 2023 Dettagli | Giappone      | Stati Uniti      | Giappone         | Slovenia            |

## Medagliere
| Pos. | Squadra          | 1º posto | 2º posto | 3º posto | Totale |
| ---- | ---------------- | -------- | -------- | -------- | ------ |
| 1    | Unione Sovietica | 4        | 1        | 2        | 7      |
| 2    | Brasile          | 3        | 0        | 3        | 6      |
| 3    | Stati Uniti      | 3        | 0        | 2        | 5      |
| 4    | Russia           | 2        | 1        | 0        | 3      |
| 5    | Cuba             | 1        | 3        | 1        | 5      |
| 5    | Italia           | 1        | 3        | 1        | 5      |
| 7    | Germania Est     | 1        | 0        | 0        | 1      |
| 8    | Polonia          | 0        | 3        | 1        | 4      |
| 9    | Giappone         | 0        | 3        | 0        | 3      |
| 10   | Paesi Bassi      | 0        | 1        | 0        | 1      |
| 11   | Cecoslovacchia   | 0        | 0        | 2        | 2      |
| 12   | Bulgaria         | 0        | 0        | 1        | 1      |
| 12   | Serbia           | 0        | 0        | 1        | 1      |
| 12   | Slovenia         | 0        | 0        | 1        | 1      |